# Gymnastes (Paragymnastes) niveipes
Gymnastes (Paragymnastes) niveipes is een tweevleugelige uit de familie steltmuggen (Limoniidae). De soort komt voor in het Australaziatisch gebied.